# Municipio de Long Creek (Illinois)
El municipio de Long Creek (en inglés: Long Creek Township) es un municipio ubicado en el condado de Macon en el estado estadounidense de Illinois. En el año 2010 tenía una población de 10679 habitantes y una densidad poblacional de 105,7 personas por km².

## Geografía
Según la Oficina del Censo de los Estados Unidos, el municipio tiene una superficie total de 101.03 km², de la cual 99.01 km² corresponden a tierra firme y (2%) 2.02 km² es agua.

## Demografía
Según el censo de 2010, había 10679 personas residiendo en el municipio de Long Creek. La densidad de población era de 105,7 hab./km². De los 10679 habitantes, el municipio de Long Creek estaba compuesto por el 94.52% blancos, el 2.63% eran afroamericanos, el 0.12% eran amerindios, el 1.09% eran asiáticos, el 0.03% eran isleños del Pacífico, el 0.37% eran de otras razas y el 1.24% pertenecían a dos o más razas. Del total de la población el 1.25% eran hispanos o latinos de cualquier raza.